# Elo perdido

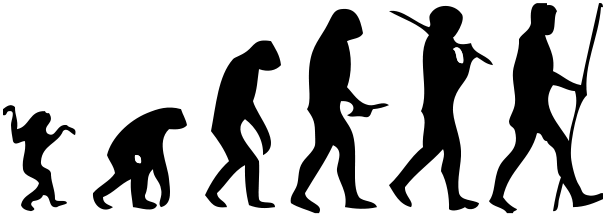
Um retrato simbólico da evolução humana, implicando erroneamente que a evolução é linear e progressiva

“Elo perdido” é um fóssil de transição hipotético ou recentemente descoberto. É frequentemente usado na divulgação científica e na mídia para qualquer nova forma de transição encontrada. O termo originou-se para descrever a hipotética forma intermediária na série evolutiva dos ancestrais antropoides até os humanos anatomicamente modernos (hominização [en]). O termo foi influenciado pela teoria evolutiva pré-darwiniana da Grande Cadeia do Ser e pela noção agora ultrapassada (ortogênese) de que organismos simples são mais primitivos que organismos complexos.
O termo "elo perdido" tem sido apoiado por geneticistas, uma vez que as árvores evolutivas só possuem dados nas pontas e nós de seus ramos; o restante é inferência e não evidência de fósseis.[carece de fontes?] No entanto, caiu em desuso entre os antropólogos porque implica que o processo evolutivo é um fenômeno linear e que as formas se originam consecutivamente em uma cadeia. Em vez disso, ancestral comum mais recente é preferido, pois não tem a conotação de evolução linear, pois a evolução é um processo ramificado.
Não existe um único elo perdido. A escassez de fósseis de transição pode ser atribuída à incompletude do registro fóssil.

## Origens históricas

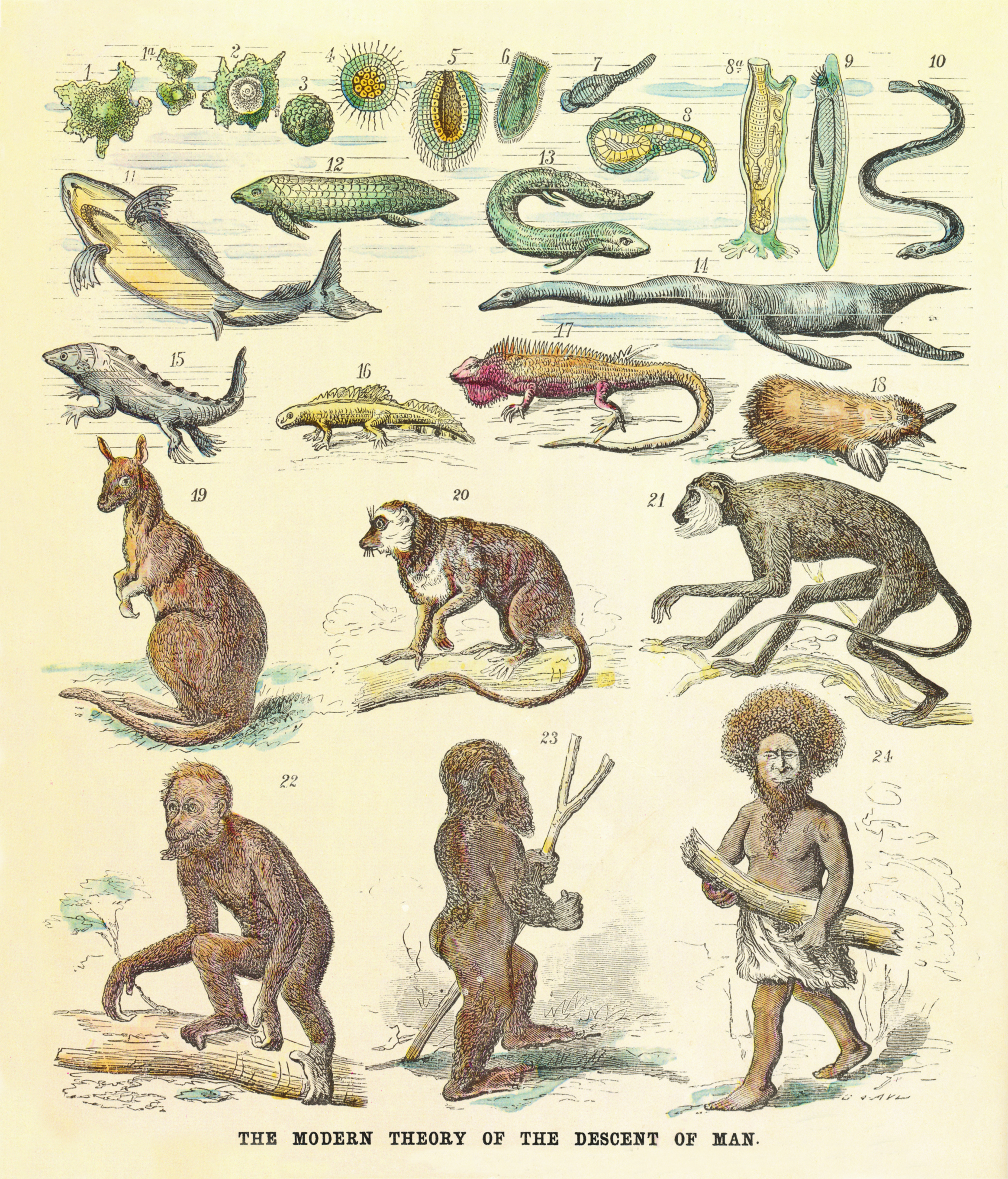
Cadeia dos ancestrais animais do homem de Haeckel

O termo "elo perdido" foi influenciado pelos pensadores iluministas do século XVIII, como Alexander Pope e Jean-Jacques Rousseau, que consideravam os humanos como elos da Grande Cadeia do Ser, uma estrutura hierárquica de toda a matéria e vida. Influenciada pela teoria dos animais superiores e inferiores de Aristóteles [en], a Grande Cadeia do Ser foi criada durante o período medieval na Europa e foi fortemente influenciada pelo pensamento religioso. Deus estava no topo da cadeia, seguido pelo homem e depois pelos animais. Foi durante o século XVIII que a natureza definida das espécies e seu lugar imutável na grande cadeia foram questionados. A natureza dupla da cadeia, dividida, mas unida, sempre permitiu enxergar a criação como essencialmente um todo contínuo, com o potencial para sobreposição entre os elos. Pensadores radicais como Jean-Baptiste Lamarck viam uma progressão de formas de vida desde as criaturas mais simples se esforçando em direção à complexidade e perfeição, um esquema aceito por zoólogos como Henri de Blainville. A própria ideia de uma ordenação de organismos, mesmo que supostamente fixa, lançou as bases para a ideia de transmutação de espécies, como a teoria da evolução de Charles Darwin, por exemplo.
A primeira publicação que utiliza explicitamente o termo “elo perdido” foi em 1844 em Vestiges of the Natural History of Creation de Robert Chambers, que utiliza o termo num contexto evolutivo relacionado com lacunas no registo fóssil. Charles Lyell empregou o termo alguns anos depois, em 1851, em sua terceira edição de Elements of Geology, também como uma metáfora para as lacunas que faltavam na continuidade da coluna geológica. A primeira vez que foi usado como nome para tipos de transição entre diferentes táxons foi em 1863, em Geological Evidences of the Antiquity of Man, de Lyell. "Elo perdido" mais tarde tornou-se um nome para fósseis de transição, particularmente aqueles vistos como uma ponte entre o homem e o animal. Posteriormente, Charles Darwin, Thomas Henry Huxley e Ernst Haeckel utilizaram o termo em suas obras com este significado.

## Crenças históricas sobre o elo perdido

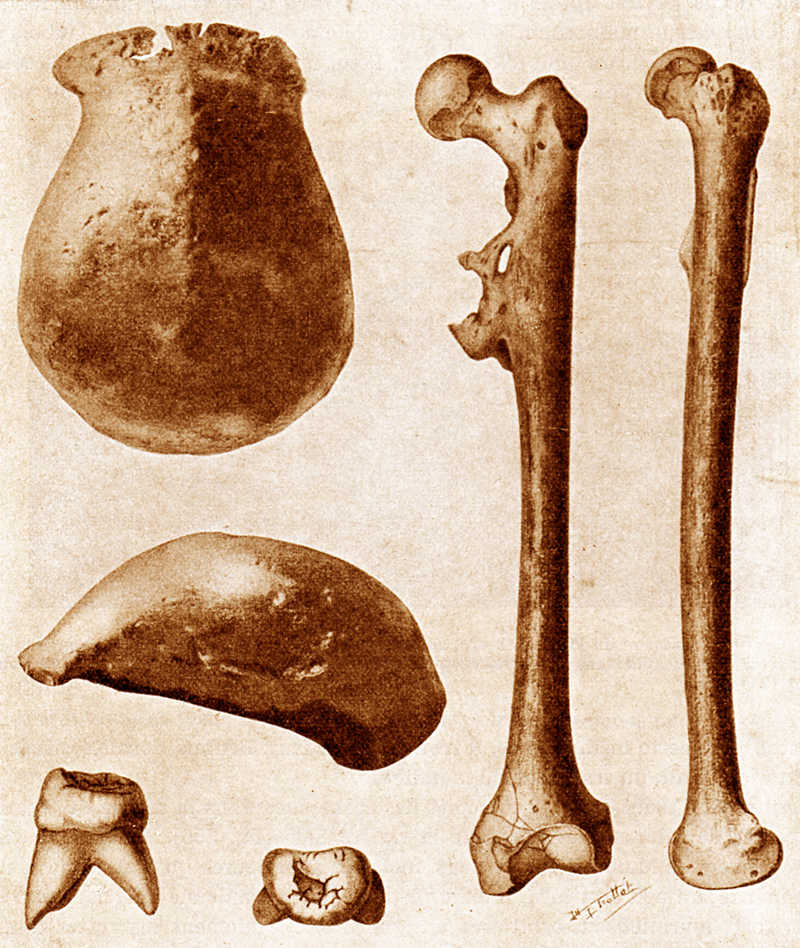
Homem de Java, o "elo perdido" original encontrado em Java

Jean-Baptiste Lamarck imaginou que a vida é constantemente gerada na forma das criaturas mais simples e, em seguida, trabalha em direção à complexidade e perfeição (ou seja, os seres humanos) através de uma série de formas simples. Em sua visão, os animais simples eram simplesmente recém-chegados ao cenário evolutivo. Após a publicação de A Origem das Espécies de Darwin, a ideia de "animais mais simples" representando estágios anteriores da evolução permaneceu, como demonstrado na figura da linhagem humana de Ernst Haeckel. Embora os vertebrados fossem vistos como formando uma espécie de sequência evolutiva, as várias classes eram distintas, e as formas intermediárias não descobertas eram chamadas de "elos perdidos".
Haeckel afirmou que a evolução humana ocorreu em 24 estágios e que o 23.º estágio era um elo perdido teórico que ele chamou de Pithecanthropus alalus ("homem-macaco sem fala"). Haeckel afirmou que a origem da humanidade se encontrava na Ásia. Ele teorizou que o elo perdido poderia ser encontrado no continente perdido da Lemúria, localizado no Oceano Índico. Ele acreditava que a Lemúria era o lar dos primeiros humanos e que a Ásia era o lar de muitos dos primeiros primatas; ele, portanto, apoiou que a Ásia era o berço da evolução dos hominídeos. Haeckel argumentou que os humanos estavam intimamente relacionados com os primatas do Sudeste Asiático e rejeitou a hipótese de Darwin sobre as origens humanas na África.
A busca por um fóssil que ligasse o homem e o macaco foi improdutiva até que o paleontólogo holandês Eugène Dubois foi para a Indonésia. Entre 1886 e 1895, Dubois descobriu restos mortais que mais tarde descreveu como "uma espécie intermediária entre humanos e macacos". Ele nomeou o hominídeo Pithecanthropus erectus (homem-macaco ereto), que agora foi reclassificado como Homo erectus. Na mídia, o Homem de Java (Pithecanthropus erectus) foi aclamado como o elo perdido. Por exemplo, a manchete do Philadelphia Inquirer em 3 de fevereiro de 1895 era "O elo perdido: um cirurgião holandês em Java desenterra o espécime necessário".

## Famosos “elos perdidos” na evolução humana
Entre as famosas descobertas de fósseis creditadas como o "elo perdido" na evolução humana estão:
- Neandertal (Homo neanderthalensis): Uma espécie humana irmã.
- Homem de Java (Homo erectus): Descoberto por Eugène Dubois em 1891 na Indonésia. Originalmente denominado Pithecanthropus erectus .
- Homem de Piltdown: Um conjunto de ossos encontrado em 1912, considerado o "elo perdido" entre o macaco e o homem. Eventualmente revelou ser uma farsa.
- Homem de Nebraska: Originalmente descrito como um macaco por Henry Fairfield Osborn em 1922, com base em um dente encontrado pelo fazendeiro e geólogo Harold Cook em Nebraska em 1917. Mais tarde, a classificação original provou ser um erro e foi retirada em 1927. Nunca foi amplamente aceita.
- Criança de Taung (Australopithecus africanus): Descoberto por Raymond Dart em 1924 na África do Sul.
- Homo heidelbergensis: Provavelmente ancestral do Homo sapiens e do Homo neanderthalensis.
- Homo habilis: descrito em 1964, possui características intermediárias entre o Australopithecus e o Homo erectus, e sua classificação como Homo em vez de Australopithecus tem sido questionada.[11]
- Lucy (Australopithecus afarensis): descoberta em 1974 por Donald Johanson na Etiópia.
- Australopithecus sediba: Uma série de esqueletos descobertos na África do Sul entre 2008 e 2010.